# Casino de Paris
Pour les articles homonymes, voir Casino de Paris (homonymie).

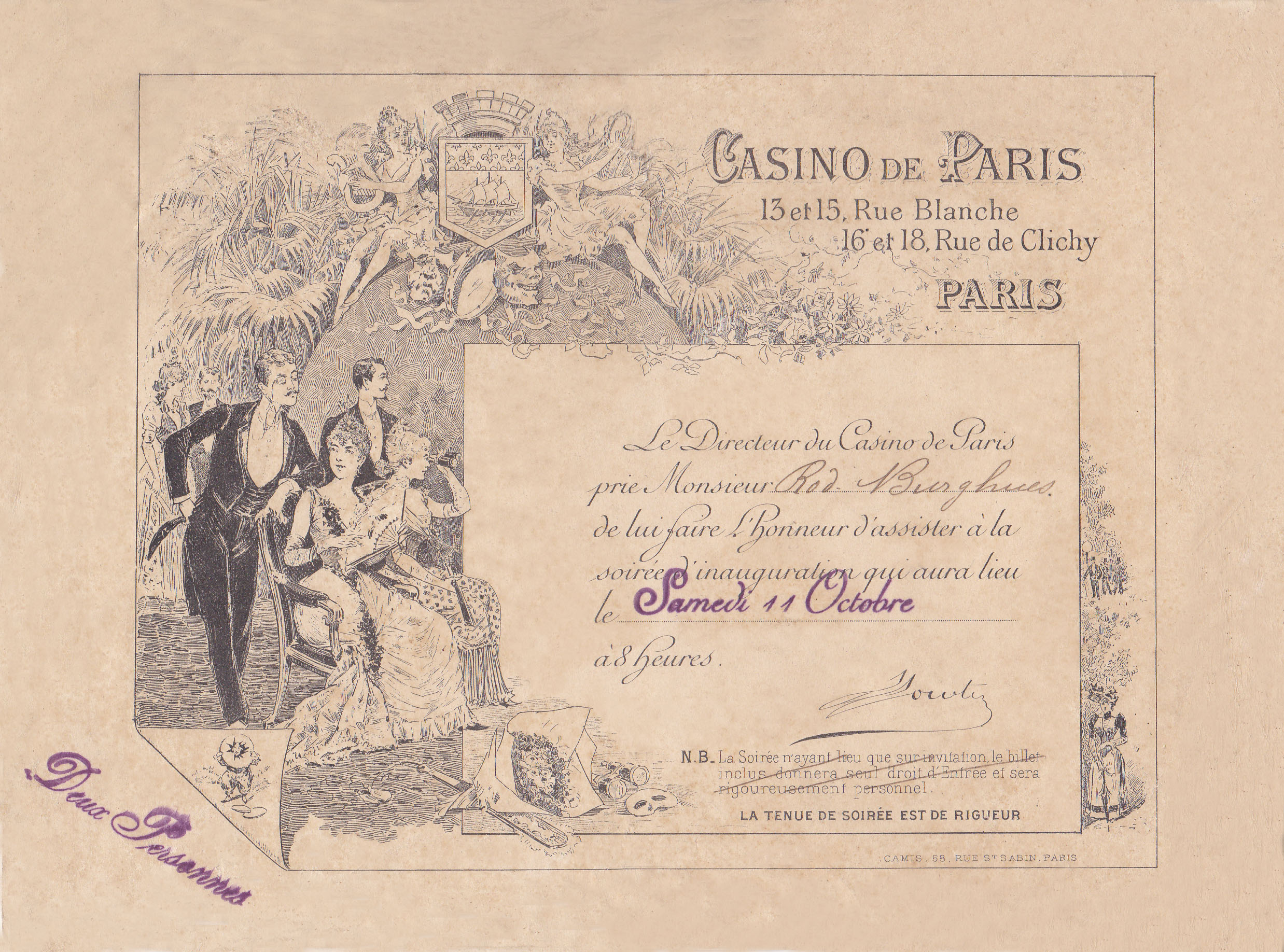
Invitation à l'inauguration du nouveau Casino de Paris restauré par Édouard Niermans et datée du 11 octobre 1891. La soirée eut lieu en réalité le 17 octobre (collection personnelle).

Le Casino de Paris est une salle de spectacle parisienne, située au 16, rue de Clichy dans le 9e arrondissement.

## Origine du nom
Ici, le mot d'origine italienne, « casino », qui signifie littéralement « petite maison », ne réfère pas au lieu où sont pratiqués des jeux d'argent et de hasard, mais doit être compris comme étant une « salle des fêtes » ou une « salle de spectacles », sens que ce terme a pris initialement lorsqu'il a été adopté dans la langue française au milieu du XIXe siècle,.

## Historique
Vers 1730, sous Louis XV, le duc de Richelieu se fait construire un lieu où il peut organiser des spectacles de son choix dans une vaste campagne plantée d'arbres. En 1779, le baron d'Ogny achète l'endroit, qu'il rebaptise Folie-Richelieu. Elle est dirigée par Fortunée Hamelin, une jeune femme très en vue du tout-Paris mondain sous le Premier Empire.
En 1811, la Folie-Richelieu est transformée en parc d'attraction, le Tivoli, dirigé par le maître-artificier Ruggieri, puis démoli en 1851 pour y construire l'église de la Sainte-Trinité. Le baron Haussmann la fait démolir à son tour pour la reconstruire à son emplacement actuel, une centaine de mètres plus bas, et la remplacer par un hall de loisirs qui va de la rue de Clichy à la rue Blanche avec, entre autres, un « skating », grande patinoire « à roulettes » très en vogue à la Belle Époque.
En 1880, une partie de la patinoire devient grâce aux architectes Sauffroy et Grémailly le Palace-Théâtre, qui connaît un grand succès. Restauré en 1891 par Édouard Niermans, il est doté d'un vaste hall style rococo, recouvert de verrières, une vingtaine de colonnes qui supportent des statues de femmes ailées et nues avec chacune un lustre dans la main droite, le tout dans une luxuriance de plantes exotiques. Le nouveau Casino de Paris ouvre en octobre 1891. À la même époque, la patinoire — dont l'accès se fait désormais par la rue Blanche — est démolie pour faire place au Nouveau-Théâtre, futur théâtre de Paris.

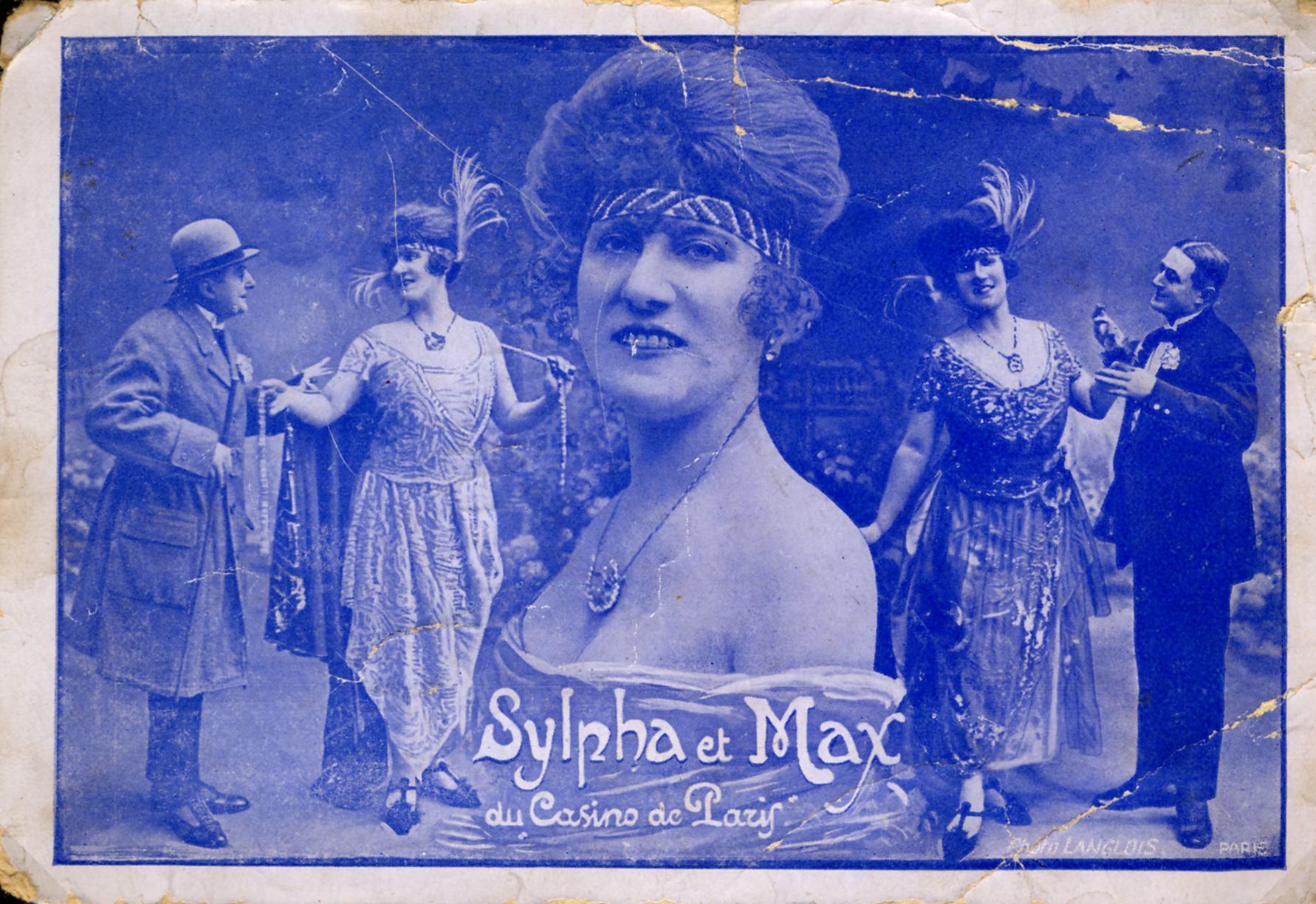
Sylpha, (Jeanne Langlois-Blin) comédienne et artiste de music-hall, vers 1910.

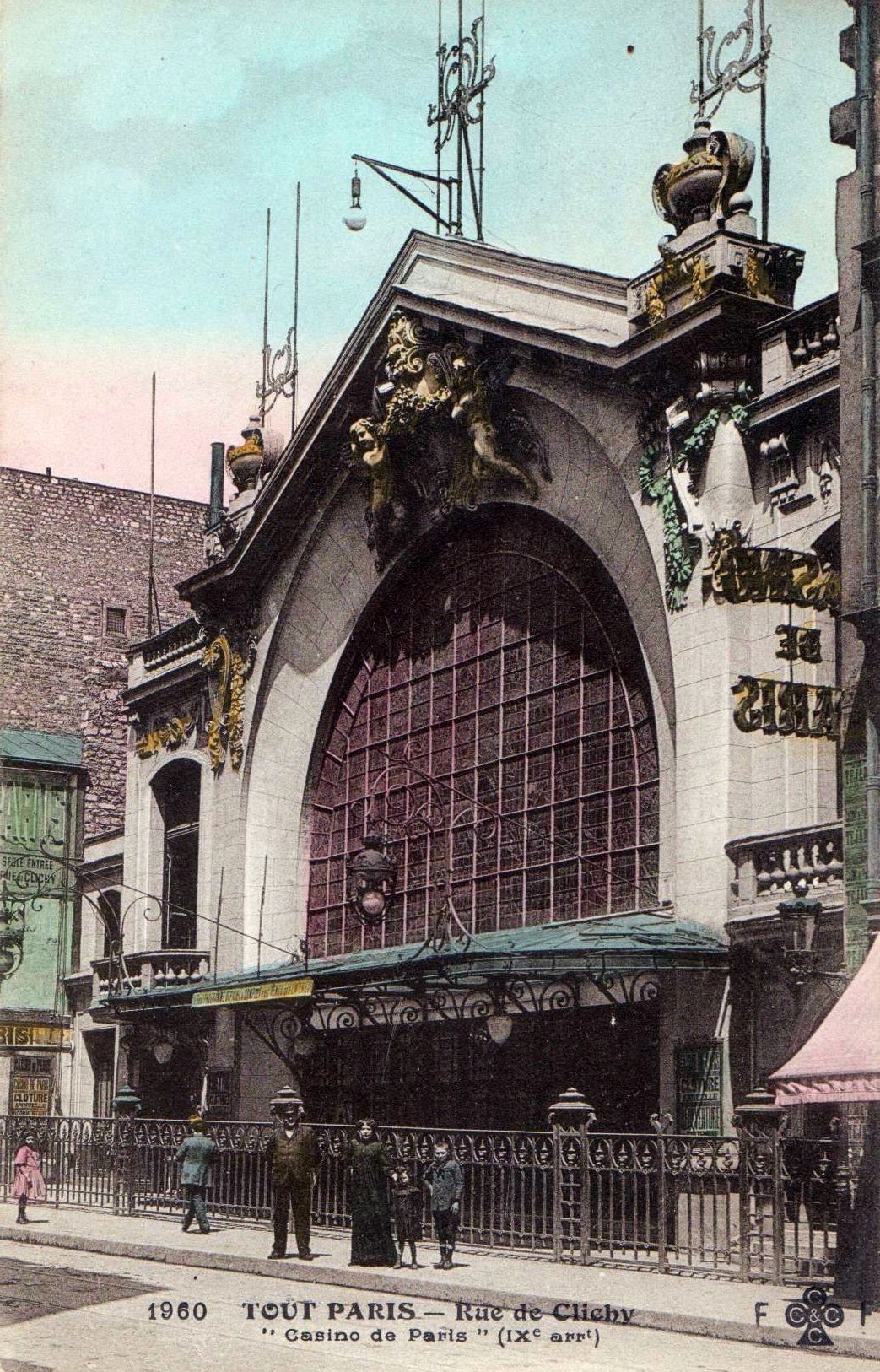
Casino de Paris, env. 1910.

En décembre 1891, Monsieur Lué, administrateur du Casino de Paris, lance, à l'occasion d'une fête costumée donnée dans l'établissement à l'occasion du Carnaval de Paris, la mode du confetti en papier.
En 1892, un nouvel aménagement permet d'entrer au 18 rue de Clichy dans une nouvelle salle transformée en patinoire à vraie glace de 720 m2, inaugurée le 14 octobre, et s'appelant Le Pôle Nord,.
Dans la nuit du 25 au 26 février 1895, l'établissement est touché par un incendie qui détruit entièrement la baleine de Villerville, un cétacé transformé en théâtre-musée par Simon-Max,.
En 1914, la salle est rachetée par Raphaël Beretta, qui la transforme en salle de cinéma et music-hall (Marcel Oudin architecte). La première revue a lieu en 1917 sous la direction de Léon Volterra. Elle a pour vedette Gaby Deslys et présente le premier orchestre de jazz en France. En 1918, les bombardements entraînent la fermeture de l'établissement.

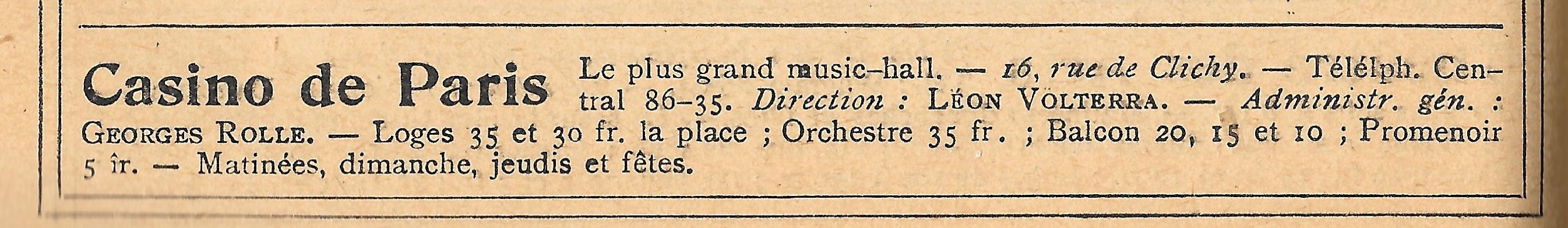
Prix des places et administration du Casino de Paris en 1925.

Après la guerre, la salle rouvre ses portes avec Mistinguett et Maurice Chevalier et enchaîne avec vingt-quatre revues à succès… sans Chevalier qui s'est entretemps brouillé avec sa maîtresse. La salle est dévastée par un incendie en 1922, puis entièrement reconstruite et modernisée avec une piscine vitrée contenant cent mille litres d'eau, équipée d'un mécanisme pour la faire apparaître sur scène. En 1925, Mistinguett rejoint le Moulin Rouge et Maurice Chevalier revient en vedette unique du spectacle. C'est Henri Varna et Oscar Dufrenne qui dirigent les lieux à partir de 1929.
En 1931, l'Exposition coloniale inspire la revue Paris qui remue dans laquelle triomphe, treize mois durant, Joséphine Baker, la « Vénus noire » qui y interprète entre autres son célèbre J'ai deux amours. Elle enchaîne en 1932 avec la revue La Joie de Paris, suivie en 1934 par Tino Rossi dans la revue Parade de France pendant 12 mois. Après la mort de Dufrenne, assassiné dans son bureau du théâtre-cinéma Le Palace en 1933, Varna reste seul aux commandes (il y demeurera jusqu'à sa mort en 1969).
La salle est fermée au printemps 1940, puis rouverte sous l'Occupation par les Allemands qui souhaitent y voir Maurice Chevalier et Mistinguett.
En 1959, Line Renaud y fait ses débuts en tant que meneuse de revue dans Plaisirs de Paris d'Henri Varna, accompagnée du Golden Gate Quartet, et de plus de cent personnes sur scène. La revue tiendra quatre ans. Chansons du spectacle : Viva Cuba, C'est l'amour, Un jour je reverrai Paris.

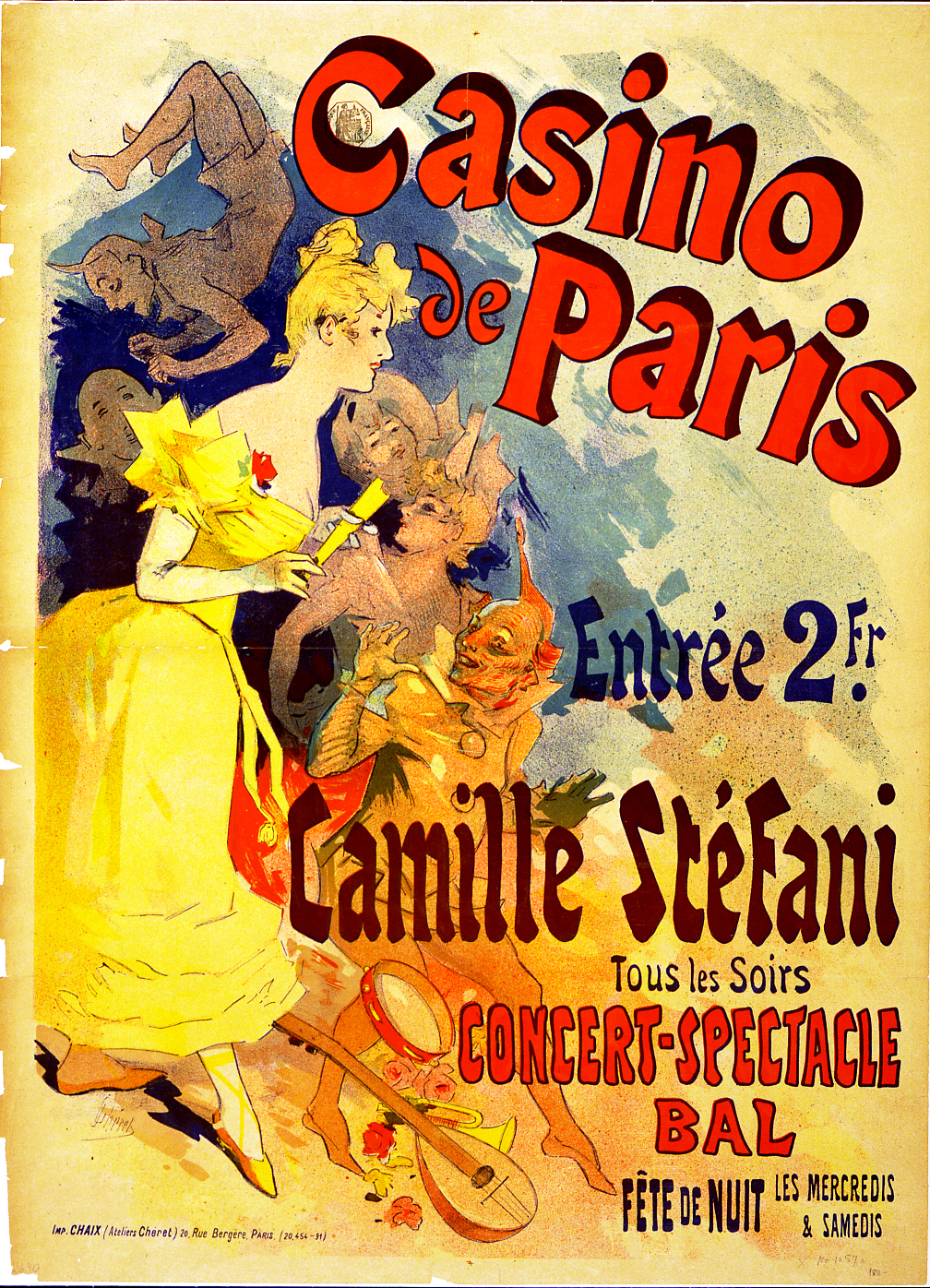
Affiche de Jules Chéret pour le Casino de Paris en 1891.

Mick Micheyl lui succède en 1963 dans la revue Avec frénésie produite par Varna, dont elle a supervisé les décors, la scénographie et écrit les textes des chansons. 1 800 costumes, 360 000 mètres de tissus, 45 décors et 100 personnes s'y produisent chaque soir. Parmi les chansons du spectacle, on compte L'amour, c'est comme le café, Allez vas-y, c'est du bonheur et Calculez bien votre coup.
En 1965, Varna propose à Line Renaud, qui revient d'un séjour à Las Vegas, de mener sa nouvelle revue, Désirs de Paris. Le spectacle, auquel participe également le groupe What's New, durera trois ans. Il comprend entre autres les chansons Désirs de Paris, Mon magicien et Driving Wheels.
En 1970, Zizi Jeanmaire est la vedette de La Revue mise en scène par son compagnon, le chorégraphe Roland Petit, suivie en 1972 par Zizi, je t'aime, une revue exceptionnelle et sur-mesure, puisque Serge Gainsbourg, Jean-Jacques Debout, Michel Legrand, Guy Béart et Jean Ferrat ont composé les chansons et Yves Saint Laurent, Erté, Victor Vasarely et César créé les décors et costumes. Zizi Jeanmaire y interprète entre autres La Grande Vie et Ami Amour. Pendant longtemps et pour longtemps le Casino de Paris associé au nom de Zizi Jeammaire sera et restera la vitrine de Paris. L'orchestre de Zizi réuni par Roland Petit comprend aussi les meilleurs musiciens français. Avec les difficultés commerciales de l'époque, le personnel sera restreint ainsi que l'orchestre dont la baguette sera reprise par Roger Guérin. Zizi est remplacée à partir de juillet 1973 par Lisette Malidor.
Jean Bauchet, l'ancien directeur du Moulin Rouge, rachète la salle au bord de la faillite en 1976, à la demande de Line Renaud et son mari Loulou Gasté. La condition de ce rachat est non seulement que le couple mette au point une nouvelle revue, mais que Line en soit aussi la meneuse. Paris-Line est un immense succès, et reste encore aujourd'hui un monument du genre[réf. nécessaire]. Line Renaud quitte le spectacle en novembre 1979 et est remplacée pour les dernières représentations par l'une de ses quatre doublures habituelles[réf. nécessaire].
Mais le temps des revues –trop onéreuses– est passé. Le 5 janvier 1980, le Casino ferme ses portes à la suite de nouveaux déboires financiers. Annie Girardot parvient néanmoins à sauver la salle, promise à devenir un garage à spectacles. Elle y laisse une grosse partie de sa fortune, ainsi qu'une partie de sa crédibilité au vu de la profession qui lui tournera le dos pendant des années, à la suite entre autres, du fiasco de son spectacle musical Revue et corrigée, coécrit avec Bob Decout[réf. nécessaire].
Le Casino rouvre en 1982 avec les adieux à la scène de Tino Rossi avec la revue Cinquante ans d'amour. Le Casino de Paris se convertit alors en salle de spectacles de toutes natures, jazz, rock, musique classique, ballets, opéras, concerts. Jérôme Savary y monte ainsi en 1983 Superdupont Ze Show avec, entre autres, Alice Sapritch.
Mais c'est Jacques Higelin qui, durant l'automne/hiver 1983 (4 mois d'affilée), ouvre le bal et étrenne une nouvelle période qui va voir se succéder des chanteurs et comiques de la scène française. Parmi eux, Serge Gainsbourg en 1985 (album Gainsbourg Live), Jacques Dutronc en 1992, Alain Souchon, Sylvie Vartan, Eddy Mitchell, Michel Jonasz, Maxime Le Forestier, Muriel Robin, Élie Semoun, Jean-Marie Bigard, Gad Elmaleh, Laurent Gerra en 2000, Jamel Debbouze, Franck Dubosc, Fabrice Éboué, ainsi que Muse lors d'un concert privé le 25 mai 2010, et Brian Wilson le 20 septembre 2011.
Y sont également représentées des comédies musicales comme Starmania, Chicago, Le Petit Prince et plus récemment Le Soldat rose.
D'énormes travaux de restauration sont entrepris en 2008, faisant de la salle un espace modulable. Le restaurant Le Perroquet, installé à l'origine sur la mezzanine du foyer sous la grande verrière, est également réhabilité mais a été contraint de fermer ses portes en 2009. Fin 2019, un projet de réouverture du restaurant était à l'étude, restaurant qui ouvre en mars 2023 sous le nom de Mistinguett.

## Quelques productions musicales récentes
- 14 juin 1982 : Mes scènes de Paris spectacle de music-hall au profit de la Fondation Perce-Neige, chef d'orchestre Pierre Porte, présenté par Francis Perrin, meneuse de revue Lisette Malidor avec la participation des troupes du Lido, des Folies Bergère et du Paradis latin.
- 1er octobre 2002 au 30 janvier 2003 : Le Petit Prince
- 13 février au 30 juin 2004 : Chicago
- 28 février au 6 avril 2008 : Le Soldat rose
- 21 juillet au 4 septembre 2010 : Fame
- 26 avril au 29 mai 2011 : Hairspray
- 30 mai au 31 mai 2012 : Mac Miller
- 22 mars au 23 mars 2016 : Ali Baba et les 40 Batteurs
- du 8 au 10 décembre 2017 : Sheila sur scène.
- 25 février 2017 au 7 juillet 2018 : Priscilla Folle du Désert
- 14 janvier au 21 janvier 2018 : Jean Pax Mefret
- 12 octobre au 4 novembre 2018 : We Will Rock You
- 8 janvier 2019 : La Boule Rouge
- 27 janvier 2020 : STORIES. Run. Stop. Fall. Rise.
- 25 janvier 2024 au 11 février 2024 : Je vais t'aimer
- 15 au 17 février 2024 : Jeanne Mas en concert

## Hall of Fame
Parmi les grands noms passés par le Casino de Paris, on retrouve les groupes de pop-rock britanniques Coldplay (tournée Ghost Stories Tour en 2014), Muse (tournée The Resistance Tour en 2010) et les Arctic Monkeys (tournée Suck It and See en 2012 avec Miles Kane en première partie). L'opéra-rock de Luc Plamondon et de Michel Berger, Starmania, est resté du 29 octobre 1998 au 25 avril 1999, puis de la rentrée 1999 jusqu'au 6 février 2000 au Casino de Paris. Les comédies musicales sont toujours omniprésentes dans ce lieu, où Hairspray a été à l'affiche pendant près d'un mois, et tout récemment[Quand ?] c'est Fame qui rappelle la tradition musicale de ce music-hall mythique.
Les humoristes ont aussi une place importante dans la programmation du Casino de Paris. Les Inconnus triomphent en 1993 avec leur second spectacle Ze Inconnus Story, Kev Adams brille une première fois en 2011 avec son Young Man Show puis récidive en 2019 avec Sois 10 ans. Franck Dubosc règne pendant plus d'un mois en 2013/2014 avec son spectacle À l'état sauvage. Jamel Debbouze a affiché complet en 2003 (100% Debbouze), en 2007 (Jamel envahit le Casino de Paris), en 2011 (100% Jamel) ainsi qu'en 2018 (Maintenant ou Jamel) - sans compter le nombre d'artistes issus du Jamel Comedy Club passés sur les planches du Casino de Paris. Anne Roumanoff, Dany Boon ou encore Jeff Panacloc s'y sont aussi produits.

## Personnalités liées
- Andrée d'Alaza (1878-1975), artiste de music-hall.
- Marie Labounskaya (ou de Labounskaya), danseuse et artiste de music-hall d'origine russe.